# Eden, Wisconsin
Eden är en ort i Fond du Lac County i delstaten Wisconsin, USA.